# دوري السوبر الألباني 1996–97
دوري السوبر الألباني 1996–97 (بالألبانية: Kategoria e Parë 1996-97‏) هو الموسم 58 من  دوري السوبر الألباني. أقيم خلال الفترة 1996 وحتى 16 أغسطس 1997، والذي يشرف على تنظيمه اتحاد ألبانيا لكرة القدم.